# Schweieraltendeich
Schweieraltendeich war eine südöstlich von Schwei liegende Bauerschaft in der Gemeinde Stadland. Heute ist sie Teil der Bauerschaft Schwei II.

## Verwaltungsgeschichte
Schweieraltendeich gehörte bis 1811 zur Vogtei Schwei. Seit 1822 ist Schweieraltendeich eine eigenständige Bauerschaft. Später war es Teil der Gemeinde Schwei. Von 1933 bis 1948 war es Bestandteil der Gemeinde Rodenkirchen. Seit 1974 ist es Teil der Gemeinde Stadland.

## Demographie
| Zahl | Einwohner |
| ---- | --------- |
| 1815 | 37        |
| 1855 | 49        |
| 1946 | 68        |
| 1950 | 40        |
| 1961 | 25        |